# Gedići
Gedići is een plaats in de gemeente Tar-Vabriga in de Kroatische provincie Istrië. De plaats telt 68 inwoners (2001).